# Buddhizmus Burmában
A buddhizmus Burmában (hivatalos nevén Mianmar) elsősorban a théraváda hagyományra épül, amelyet az ország lakosságának 89%-a követ. Ez a legvallásosabb buddhista ország a szerzetesek és a népesség arányát tekintve, illetve a vallásra költött bérek arányát tekintve. A legtöbb követő a burmai társadalomba jól beilleszkedő bamarok (burmaiak), sanok, rakhinék (arakanézek), monok, karenek és kínaiak közül való. A szerzetesek a burmai társadalom megbecsült tagjai. Közösségüket szanghának nevezik. Sok burmai etnikai kisebbségben a théraváda buddhizmus mellett a nat szellemeket is üdvözítik, akik hitük szerint képesek beleszólni a világi dolgokba.
A burmai buddhisták hétköznapi szokásai közé tartozik két fontos gyakorlat: az érdemszerzés és a vipasszaná. A legkevésbé népszerű a veizza (vagy veikza) ösvény, amely ötvözi a buddhizmust az okkultizmussal. Az érdemszerzés a burmai buddhisták legnépszerűbb gyakorlata. Ebbe az ösvénybe az tartozik, hogy betartják az öt fogadalmat és érdemeket gyűjtenek adakozásokon és jó cselekedeteken keresztül (dána), azért, hogy üdvös legyen az újjászületésük. A vipasszaná ösvény a 20. század elejétől vált népszerűvé. Ez egy fajta belátás meditáció, amelyről úgy tartják, hogy elvezet a megvilágosodáshoz. A veizza módszerben varázsigéket használnak és alkímiát.

## Története

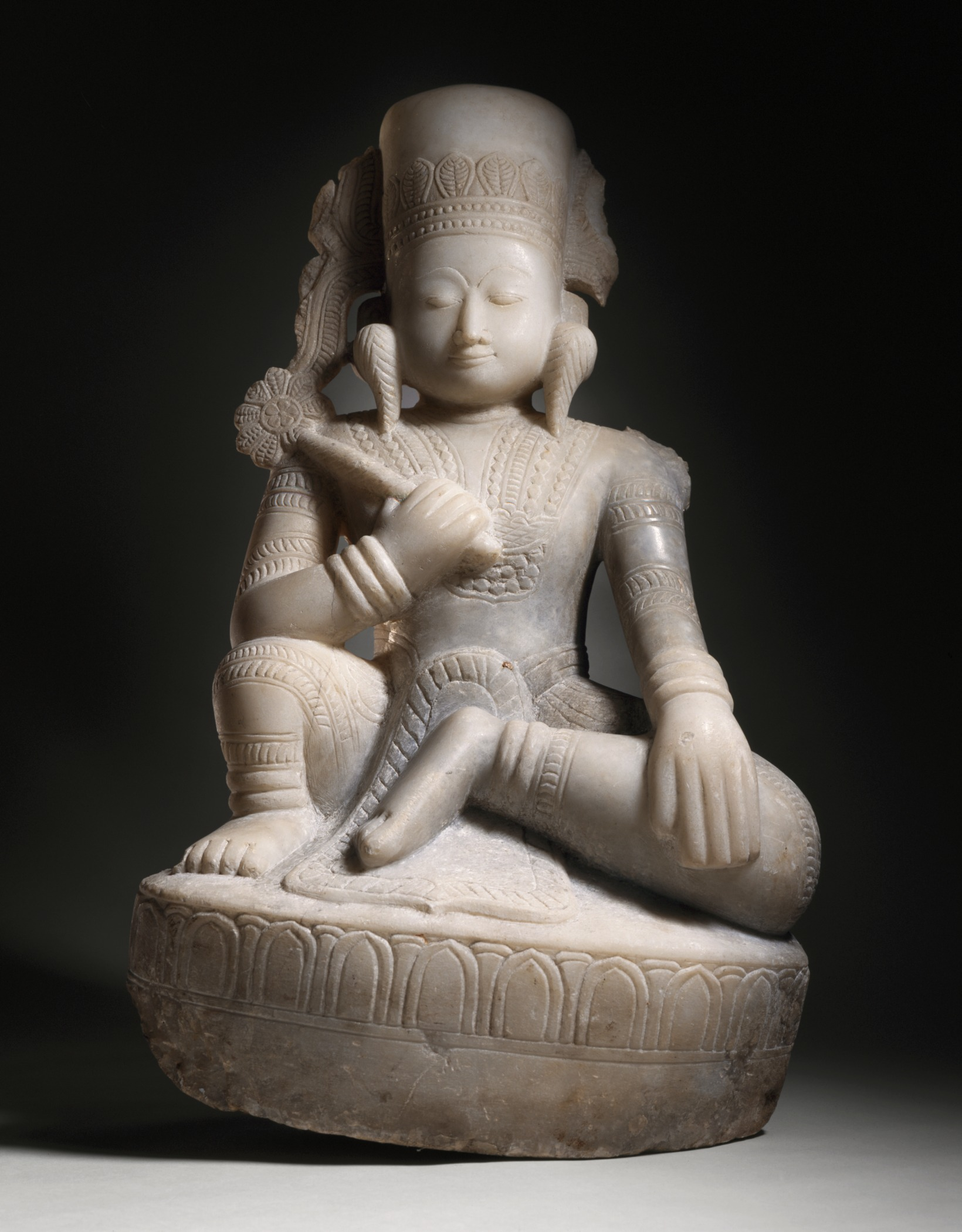
Avalókitésvara bódhiszattva 18. századi ábrázolása (Lokanátha)

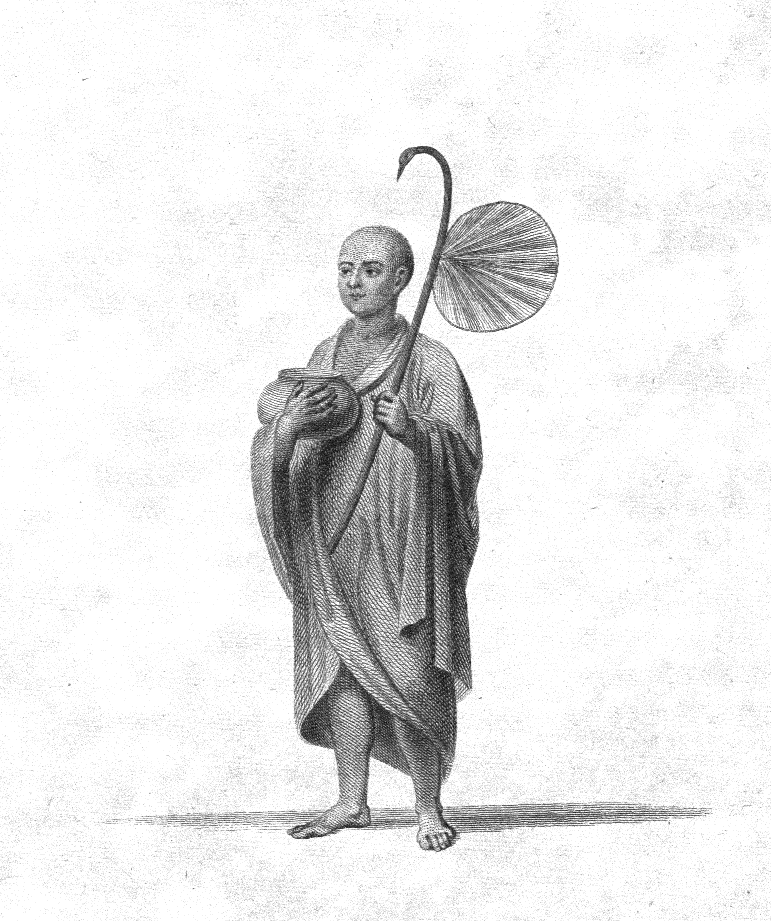
Egy bhikkhu (szerzetes) ábrázolása (1795)

A buddhizmus története Burmában mintegy kétezer évre tekint vissza. Az 5. századi srí lankai, páli nyelvű Mahávamsza krónikákban az szerepel, hogy Asóka két bhikkhut (Szona és Uttara) küldött szent szövegekkel és könyvekkel Szuvarnabhumi földre az i.e. 228 körül. Egyes tudósok Burmával azonosítják ezt a területet.[forrás?]
Az Ándhra Prades régió egyik legkorábbi uralkodó dinasztiájának felirataiban szerepel, hogy a kiráták (a mai Nepál területén) felvették a buddhizmust a 3. században, akikről azt feltételezik, hogy a tibeto-burmai népek voltak. Hasonló korból származó kínai könyvek egy "Liu-Jang" nevű királyságról beszélnek, ahol mindenki Buddhát üdvözítette és több ezerre teszi a srámanerák (buddhista növendékek) számát. Ennek a királyságnak a területét Burma középső részével azonosították. Egy sor páli, szanszkrit, pju és mon nyelvű felirat maradt fent a 6-7. századból Burma középső és déli részéből (Pjaj és Rangun). A 11-13. századtól a Pagan Királyság bamar királyai és királynői számtalan sztúpát és templomot építtettek.
Egy Sin Arahan névre hallgató mon bhikkhu áttérítette a bamar származású Anavrahta királyt (1044-1077) a théraváda buddhizmusra. 1057-ben Anavratha hadsereget küldött Thaton városba a monok leigázására, hogy megszerezze a páli kánont képező Tipitakát. Bagan ősi városban így már a 11. században bevezetésre került a théraváda buddhizmus. Jelentős fordulat volt ez a burmai buddhizmus történetében, mivel a térségben éppen akkor került biztos alapokra a buddhizmus, amikor Dél- és Délkelet-Ázsiában már hanyatlásnak indult.
A reformokra tett több kísérlet ellenére az ún. "ari buddhizmusban" a hagyományos nat szellemek, illetve Avalókitésvara bodhiszattva üdvözítése is tovább élt. A soron következő bagani királyok egyre építették az emlékműveket, templomokat és pagodákat a buddhizmus dicsőítésére. Egy 1279-ből fennmaradt felirat szerint létezett egy bhikkhunik (buddhista apácák) számára épített théraváda zárda.
Baganban a burmai uralomnak a tatárok támadása vetett véget 1287-ben, amely a buddhizmus hanyatlását is eredményezte. A 14. században egy másik buddhista hagyományvonal érkezett Srí Lankából Ajutthaja városba, a thai Ajutthaja Királyság fővárosába. Így került a thai erdei hagyomány átadási vonala Burmába.
Ekkor a san uralkodók vették át a hatalmat a mai Burma területén. Thihathu király tovább terjesztette a hatalmát Baganban és kolostorokat és pagodákat építtetett. A mon királyságok a 14. században tértek át a théraváda buddhizmusra. Vareru, Mottama királya pártfogásába vette a buddhizmust és megalkották a Dhammaszattha vallási szabályokat. Dhammazedi király, korábbi szerzetes, egyesítette a szanghát a mon területeken és egységesítette a szerzetesrendekbe való felvételt a Kaljani iratok szerint. Visszaköltöztette a fővárost Hanthavaddiba (Bago). Anyósa, Sin Szavbu királynő, szintén a buddhizmus pártfogója volt. Kibővítette és a saját testsúlyának megfelelő mennyiségű arannyal vonta be a Svedagon pagodát.
Tabinsvehti és Bajinnaung bamar királyok elfoglalták és egyesítették a mai Mianmar egész területét. Támogatták a mon kultúrát és a théraváda buddhizmust. Később a sanok elől kénytelenek voltak elmenekülni a mai Taungoo város környékére.

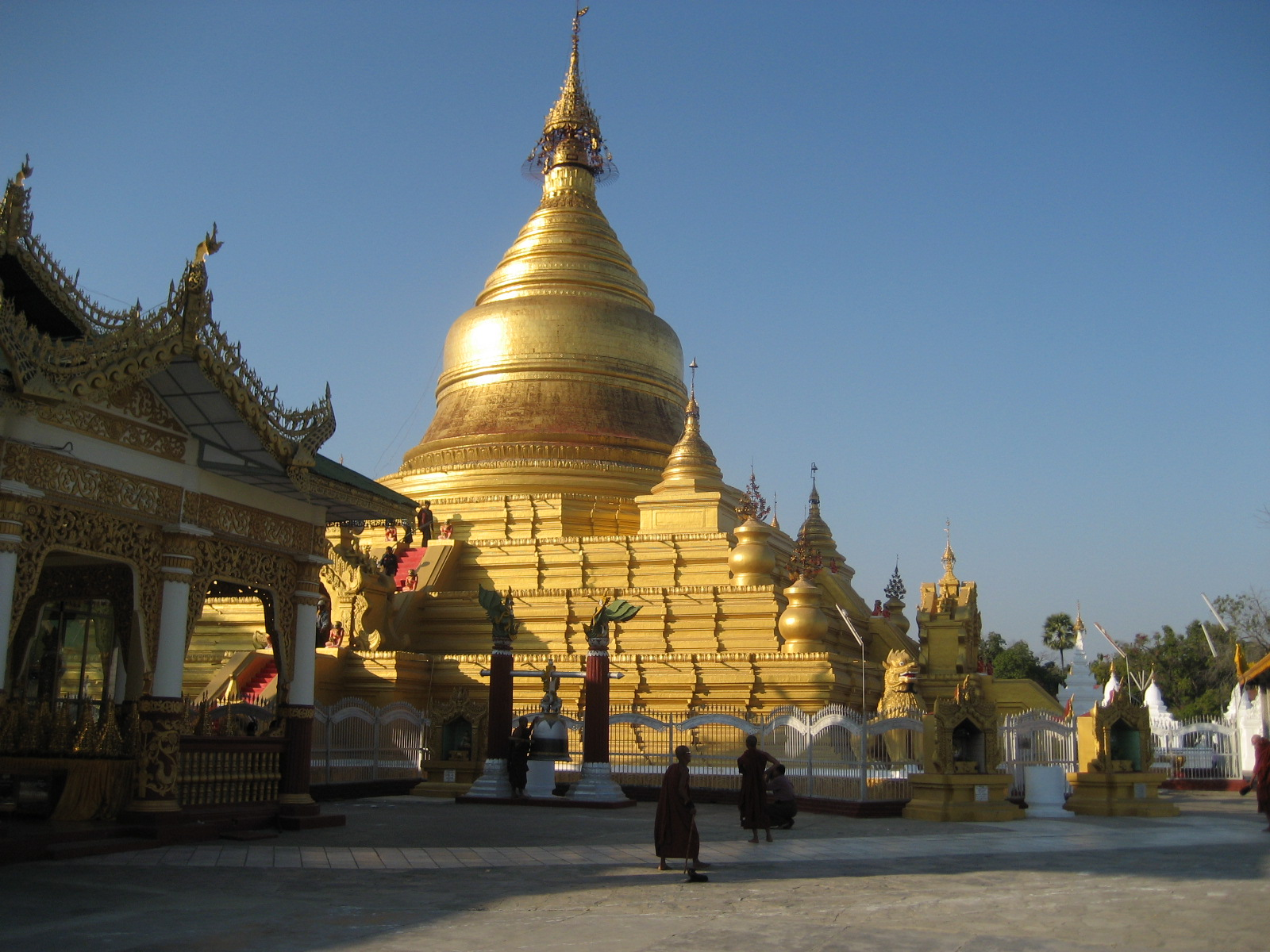
A Mindon király uralkodása alatt épült mandalaji Kuthodav pagoda, amelynek márványtábláiba belevésték a teljes Tripitaka szövegét.

A Taungoo-dinasztia királyai gyorsan váltogatták egymást, végül a monok kerültek hatalomra. A 18. század közepén Alaungpaja király leigázta a monokat, kiterjesztette a bamar királyságot és megalapította a Konbaung-dinasztiát. Fia, Bodavpaja uralkodása idején létrehoztak egy egységesített papi szektát ("Thudhamma"). Bodavpaja helyreállította a kapcsolatokat Srí Lankával, amely előmozdította a kétirányú kölcsönhatásokat. A Konbaung királyok idején számos világi és vallásos irodalmi mű született. Mindon Min király Mandalay-ba költöztette a fővárost.
Miután Burma déli részét elfoglalták a britek, egyre nagyobb teret hódított a kereszténység. Sok dél-burmai szerzetes tette át a székhelyét Mandalay-ba, azonban Mindon Min király rendeletben kötelezte őket a visszatérésre, hogy szolgálják az ottani buddhista világi követőket. Törés keletkezett a szanghában, amelyet az 1871-es mandalay-i ötödik buddhista tanácskozáson rendeztek.
Az ötödik buddhista tanácskozás burmai ügynek számított, amelyben szinte semmilyen más országból nem képviseltek. Burmán kívül általánosságban nem is fogadják el ezt a zsinatot hivatalosan. Később, a théraváda irányzat által tartott, nemzetközi hatodik buddhista tanácskozást mégis "hatodiknak" nevezték, mintegy hallgatólagosan elfogadva az ötödik zsinat történelmi tényét – még akkor is, ha Burmán kívül más ország nem vett azon részt. A zsinat legfőbb célja az volt, hogy elszavalják Buddha összes tanítását, amely a théraváda páli kánonjában szerepel, és részletesen megvizsgálják, hogy bármelyik jelentése eltorzult-e vagy részek kimaradtak-e a történelem során. A tanácskozást három tiszteletbeli elnök – Mahathera Dzsagarabhivamsza, Narindabhidhadzsa és Maháthéra Szumangalaszami – és összesen 2400 szerzetes jelenlétében tartották.
A kánon szövegét 729 márványlapra vésték bele, amelyek azután a Kuthodav pagoda épületébe kerültek. Ez a munka hét évig, hat hónapig és 14 napig tartott. A dhamma-felolvasások ezután további öt hónapig tartottak. Az ötödik buddhista tanácskozás után a páli szövegeket lefordították burmai nyelvre.

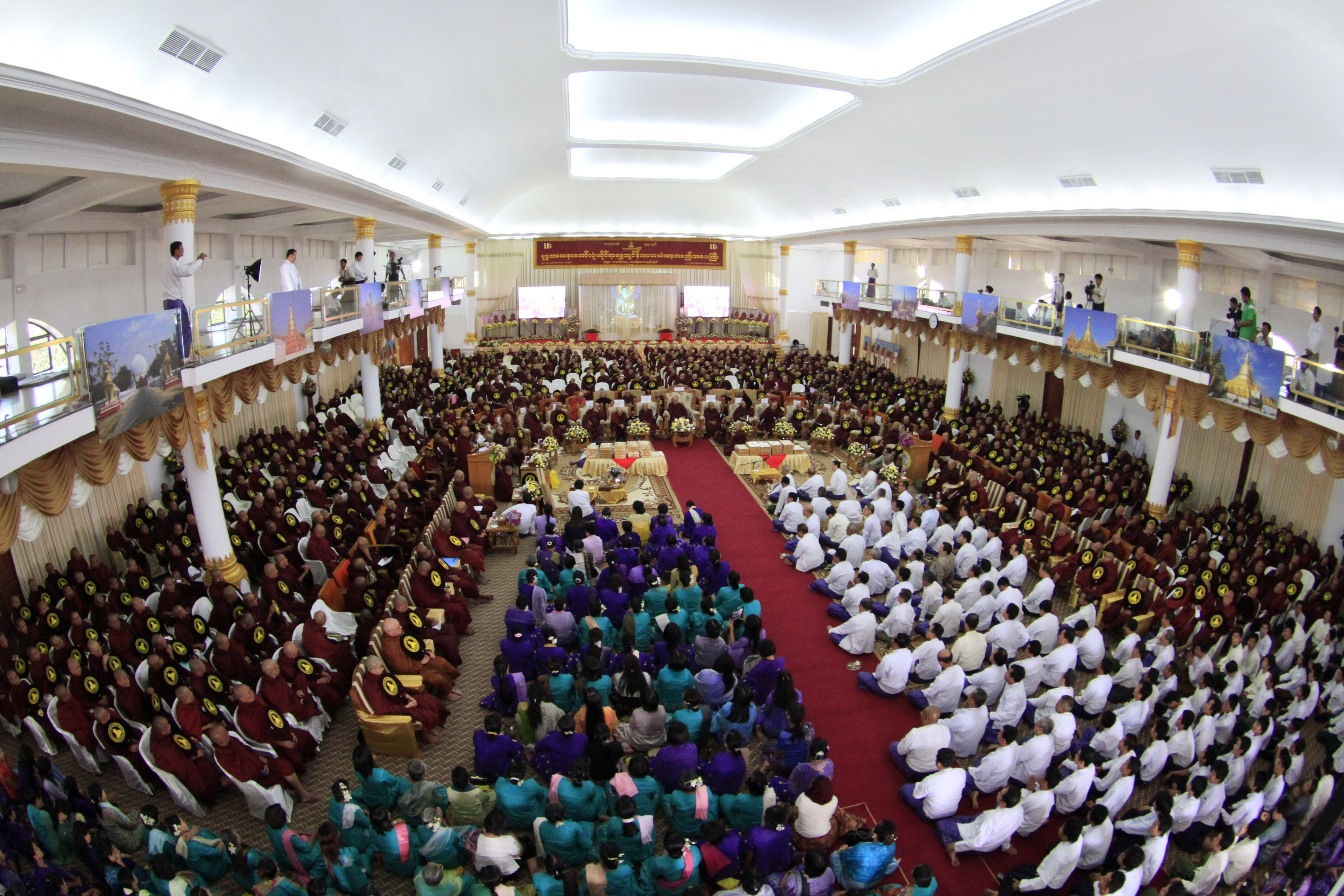
2012 februárjában 1000 buddhista szerzetes és világi gyakorló gyűlt össze a 18. Svegjin-nikája ("svegjin iskola") konferencia alkalmából a Dhammaduta Zetavon Tavja kolostorban a Rangun körzetébe tartozó Hmavbi községben.

Burma brit igazgatása idején a világi kormány poilikája értelmében a szerzeteseket nem védte törvény és a gyarmati kormány egyébként sem támogatta a buddhizmust. Ez feszültségekhez vezetett az országban. A burmai embereket kereszténységre való áttérítéssel próbálkozó misszionáriusok erős ellenállásba ütköztek, a hegyi törzsek kivételével. Ma a kereszténységet leginkább a csinek, a dzsingpók és a karenek gyakorolják.
1948 után az ország kivívta függetlenségét az Egyesült Királysággal szemben, amely után a polgári és katonai kormányok is a théraváda buddhizmust támogatták. Az 1947-ben hozott alkotmány értelmében "Az állam elismeri a buddhizmus különleges helyzetét, mint az Uniós lakosság többségének a hitét". Az 1948-ban létrehozott Vallásügyi Minisztérium volt felelős az ország buddhista ügyeiért. 1954-ben U Nu miniszterelnök hívta össze a hatodik buddhista tanácskozást a Kaba Aje pagodában, Rangunban (Yangon), amelyre 2500 szerzetes volt hivatalos. Az eseményen megalapították a Világ Buddhista Egyetemet.
Ne Win (1962–1988) reformkísérletei után Burmában felkelések törtek ki (8888 felkelés), amelyek során sok részt vevő szerzetest öltek meg a tatmadav katonák. Az azt követő katonai diktatúra támogatta a buddhizmust, azonban a rendszerellenes személyeket bebörtönözték.

## Hagyományok

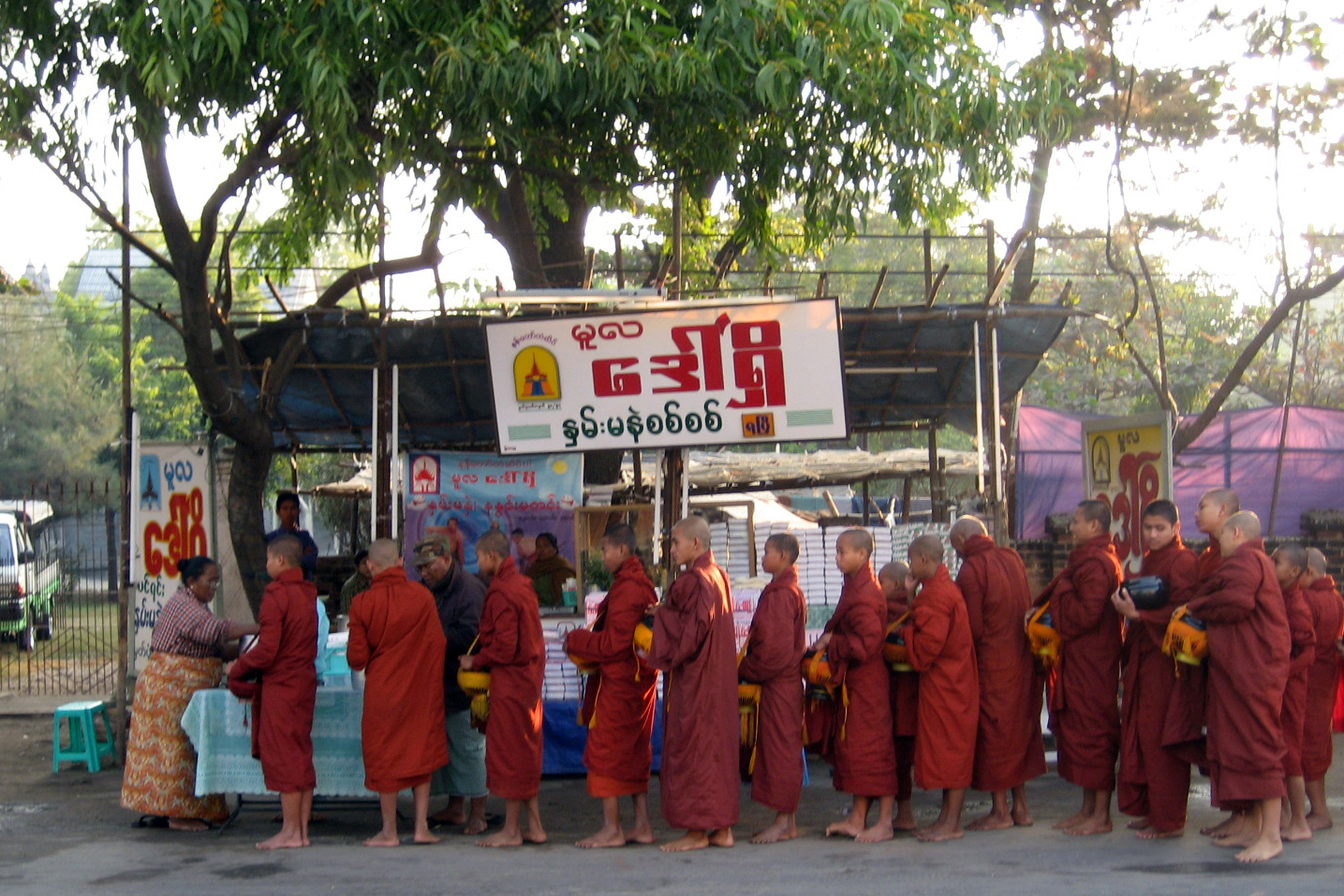
Burmaszerte a szerzetesek kora reggel alamizsnagyűjtő útra mennek a helyi közösségekbe.

Burma kultúrája megegyezik a helyi buddhizmuséval. Sok burmai fesztivált tartanak az év során, amelyek többsége a buddhizmushoz kötődik. A burmai újév hagyomány, Thingjan, vagy más néven vízfesztivál, hindu eredetű. Ekkor ünneplik a burmai fiúk a szerzetesnövendékként való beiskolázásukat (sinbju).

### Üdvözítések

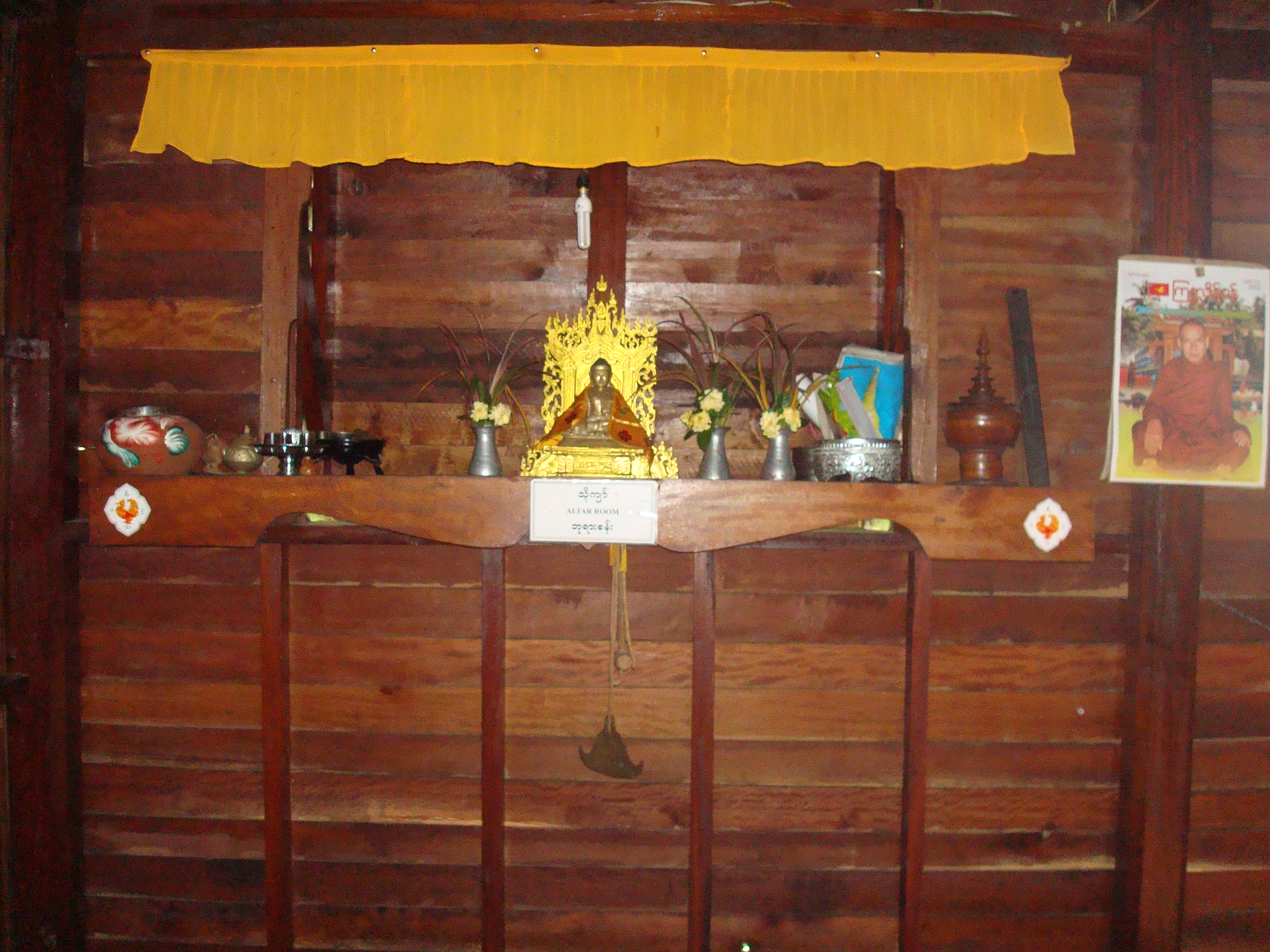
A tipikus házi oltár egy polcból áll, amelyen buddha-szobrok állnak és ezek mellé helyezik a felajánlásokat.

A burmai buddhista otthonok általános kelléke a Buddha oltár, amely legalább egy Gautama Buddha-szoborból áll, amelyet egy kis "trónusra" helyeznek (gav pallin (ဂေါ့ပလ္လင်), a páli pallanka kifejezésből).
Mielőtt használnának egy Buddha-szobrot otthon, először formálisan felszentelik. A szertartás elnevezése anaj gaza tin (burmai: အနေကဇာတင်ခြင်). A szertartást egy buddhista pap vezeti, aki elkántálja a Dhammapada 153. verssorát (11. fejezet), amely úgy szól, hogy: aneka dzsáti szamszárám ('sok születésen át vándoroltam').
A szokásosan a reggeli órákban végzett, akár több órás felszentelési szertartás négy fő részből áll:
1. Buddhának készített felajánlások (gyertyák, virágok, tömjén, zászlók)
2. Paritták kántálása (jellemzően a Mangala-szutta, a Metta-szutta, a Ratana-szutta és a Pubbhana-szutta)
3. Az aneka dzsáti szamszáram kántálása
4. A tizenkét nidána recitálása

Úgy tartják, hogy a felszentelési szertartással a Buddha-szobor feltöltődik szent minőséggel, amely képes lesz megvédeni otthonukat és környékét a szerencsétlenségektől és szimbolikusan Buddha erejét testesíti meg.

### Sinbju

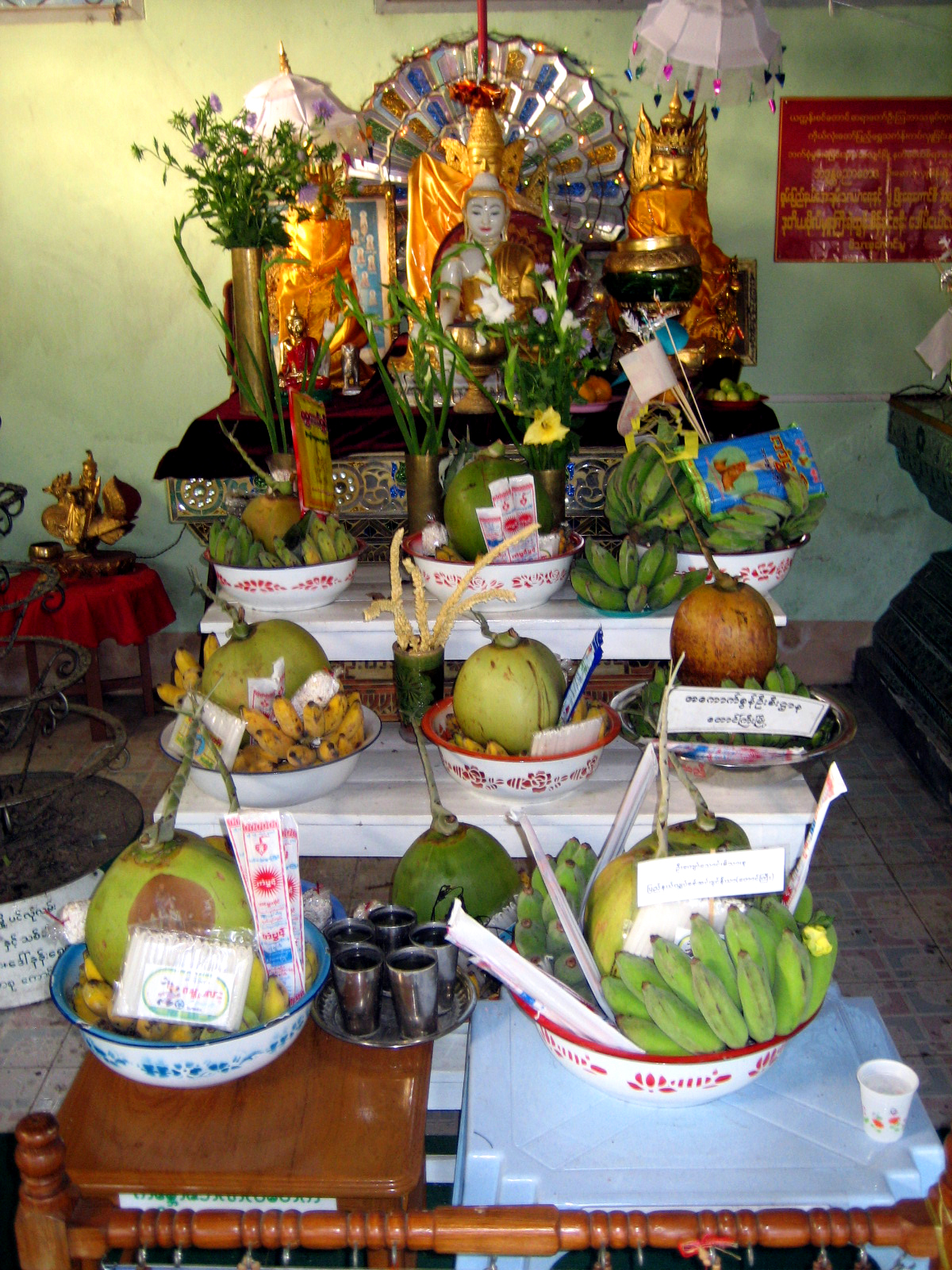
Hagyományos buddhista oltár egy San állambeli kolostorban.

Minden burmai szülő legfontosabb kötelességének tartja, hogy a fiukat felvegyék a buddhista szanghába, amely a sinbju szertartással kezdődik. A hetedik életévüket betöltött kisfiúk a történelmi Gautama Buddha élettörténetéből ismert jelenethez hasonlóan, szimbolikusan, lóháton távoznak a kolostori iskolába. Minden buddhistától elvárják, hogy betartsa az öt fogadalmat (ငါးပါးသီလ), azonban a papnövendékeknek már tíz fogadalmat kell tartaniuk (ဆယ်ပါးသီလ). A szülők elvárják, hogy a gyermekek a kolostorban elsajátítsák Buddha tanításait a minimum három hónap alatt. Később, húszéves korukban ismét lehetőségük lesz úgy dönteni, hogy csatlakoznak a szanghához. Ehhez részt kell venniük az upaszampadá besoroláson, hogy teljes jogú papokká váljanak, amelyet követően már 227 fogadalmat kell követniük (Prátimoksa) és talán életük végéig is szerzetesek maradhatnak.

### Buddhista ünnepek
A Thingjan általában április közepére szokott esni. Ez a legfontosabb burmai nemzeti ünnep. A legszentebb ünnepnek mégis a májusi telihold (Kaszon) napját tartják, amikor Buddha született, megvilágosodott és belépett a parinirvánába (meghalt) – ugyanazon a napon. Ezt a napot a Bódhifa megöntözésével ünneplik.
Országszerte rendeznek pagoda fesztiválokat (ဘုရားပွဲ, Paja pvè) Tabaung teliholdjakor, amely februárra vagy márciusra szokott esni. Nem csak közelről és távolról érkező zarándokok látogatják ezeket a fesztiválokat, hanem a köréjük szerveződő piacok kereskedői, a szabadtéri előadások, pavilonok és standok eladói is, amely könnyen megduplázza a részt vevő emberek számát.

### Buddhista böjt
A három hónapos monszun időszakában, július közepétől október közepéig tart a buddhista böjt, vagy Va-dvin (ဝါတွင်း), amikor az emberek rizsföldjeik újra-beültetésén munkálkodnak és a szerzetesek nem utazgatnak, hanem elvonulnak kolostoraikba (ဝါကပ် Va-kup, vagy "eső-menedék"). A böjt kezdetekor szerzetesi ruhákat adományoznak a szerzeteseknek. Az időszak végét a Thadingjut Fény Fesztivál jelzi. Ilyenkor a szüret már megkezdődött és a szerzeteseknek ismét ruhákat adományoznak a Kathina fesztivál idején, általában októberben vagy novemberben. Az Upószatha a nyolc fogadalom betartásának napja újévkor és böjtkor. Az elszántabb buddhisták az év minden napján tartják fogadalmukat.
A család fiatalabb tagjai tiszteletüket teszik a szülők és az idősebb családtagok előtt böjt előtt és után egyaránt. Ezt a hagyományt egészen a történelmi Buddháig vezetik vissza. Ugyanez a tisztelet jár a tanítóknak is.
A három hónapos böjt idején nem tartanak lakodalmakat – erre nem kötelez senkit a szangha és nem is vallási okai vannak, hanem kulturális.

### Buddhista oktatás

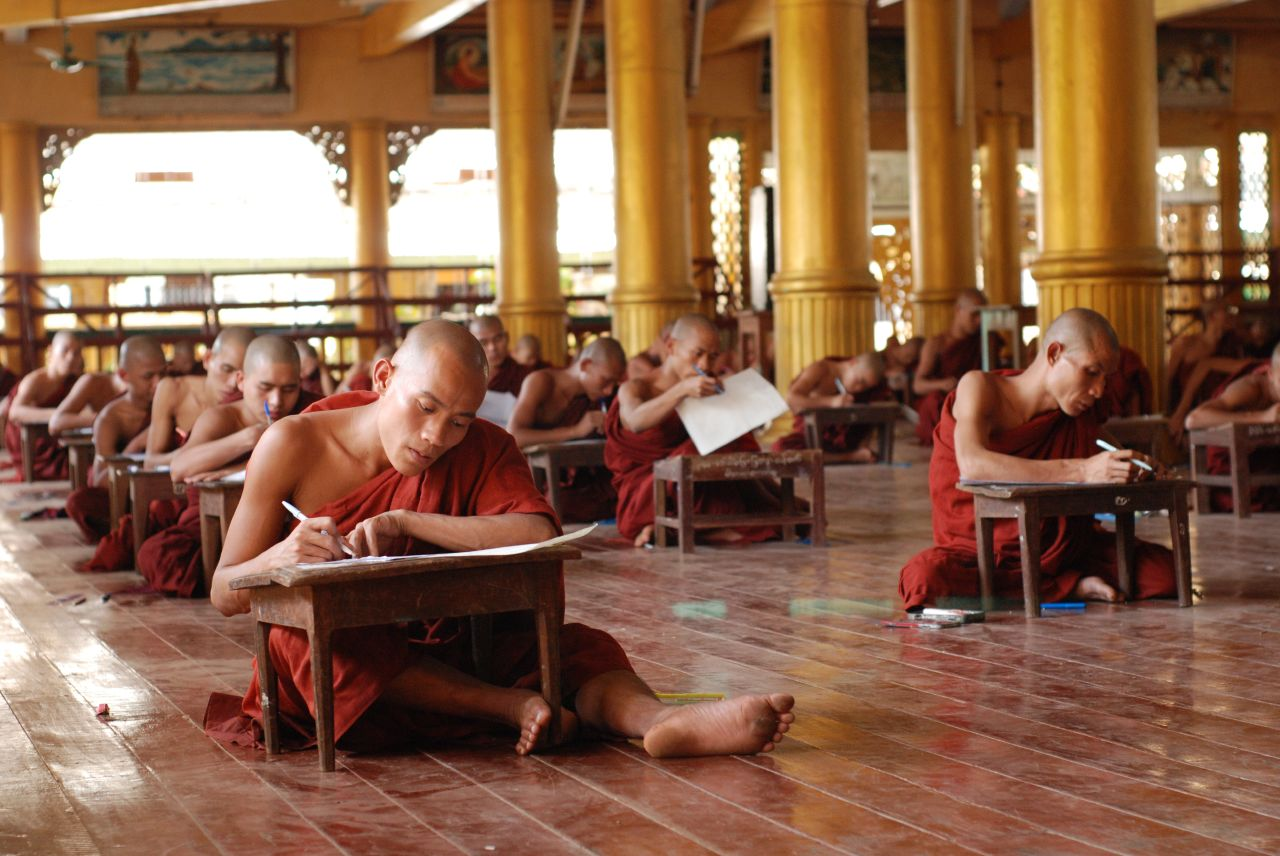
Szerzetesek vizsgáznak Bago városban.

A burmaiak a gyerekeiket kolostorba küldik, hogy buddhista oktatásban részesüljenek. Megismerkednek a páli kánonnal, Gautama Buddha élettörténetével, az 550 Dzsátaka-mesével (ငါးရာ့ငါးဆယ်နိပါတ်တော် Nga-ja nga-ze nipattav) – legfőképpen a "Tíz hatalmas születéssel" (ဇာတ်ကြီးဆယ်ဘွဲ့ Zatkji szebvè) – és a 38 buddhista áldással (သုံးဆယ့်ရှစ်ဖြာမင်္ဂလား Thonzesi hpja mingala). Hagyományosan a szerzetesek tanították Burmában a fiatalokat és az öregeket egyaránt, egészen addig, amíg meg nem jelentek a világi és hittérítő iskolák a brit gyarmati adminisztrációban. A burmai kjaung (ကျောင်း) szó jelentése iskola, amely a Hpongji kjaung kifejezésből ered, amelynek jelentése "kolostor".
Az 1990-es évek mélyülő gazdasági válságában kísérletet tettek a kolostori oktatás felélénkítésére. A szegény családból származó gyerekek, akik nem engedhetik meg az egyenruhák és tankönyvek vásárlását felélesztették az ingyenes egyházi oktatás igényét.

## Szerzetesség

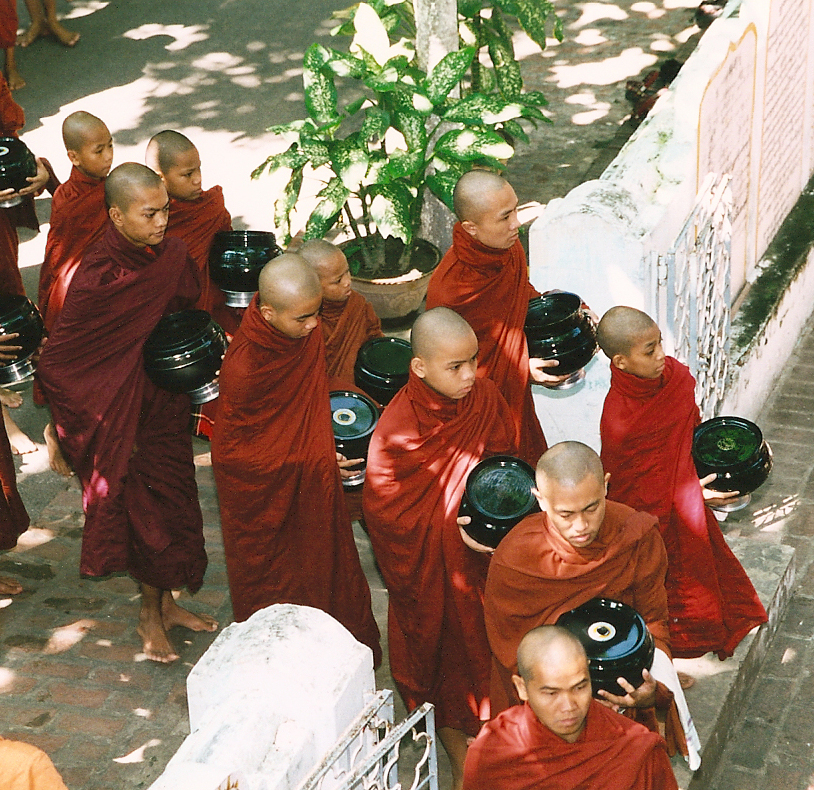
Szerzetesek az orthodox rendek közé tartozó Svegjin-nikája Mahágandajon kolostorában.

A burmai társadalom által tisztelt buddhista szerzetesek (bhikkhu) bő fél millióan vannak. Az apácák (bhikkhuni) száma mintegy 75000. A szerzetesek és az apácák a két fő rend (ဂိုဏ်း gaing) egyikéhez tartoznak: Thudhamma-nikája (a szerzetesek 88%-a) és az ortodox Svegjin-nikája (a szerzetesek 7%-a).
A burmai kolostorrendek nem különböznek tanaikban, de eltérő egyházi gyakorlattal, hagyományvonalakkal és szervezeti struktúrákkal bírnak folytatnak.
A kisebb iskolák közé tartozik még a pár ezerfős Dvara-nikája Alsó-Burmában és a Hngettvin-nikája Mandalay-ban. Ma kilenc hivatalosan elismert rend van Burmában. Vannak ezoterikus buddhista szekták is, amelyeket hivatalosan nem ismernek el. Ezek gyakran nem-buddhista elemeket is tartalmaznak, például alkímiát, varázslást és okkultizmust.
A burmai szerzetesek többsége gesztenyeszínű ruhát visel (néha okkersárga), nem úgy, mint a szomszédos Thaiföldön, Laoszban és Srí Lankán, ahol a csuhák sáfrány színűek.

### Sáfrányos forradalom
2007 szeptemberében a buddhisták kivonultak az utcákra, hogy tömegesen tüntessenek a katonai rezsim ellen. Egy ezerfős katonákból és rendőrökből álló csapat próbált rendet teremteni Rangun belvárosában, azonban a helyzet egyre súlyosabb lett, kijárási tilalmat vezettek be, majd szeptember 25-én a csapatok feladták a Szule pagodát. A buddhisták védelmére csatlakoztak a tüntetőkhöz a civilek is így az még hatalmasabb méreteket öltött. Ezután egy éjszaka leforgása alatt a hadsereg elfoglalta az ország összes buddhista kolostorát és a több ezer szerzetest bebörtönözték. A Nobel-békedíjas emberi jogi aktivistát, a buddhista Aun Szan Szu Kjit először házi őrizetbe helyezték, majd bebörtönözték (Inszein börtön). A folytatódó tömegtüntetések során a hadsereg tüzet nyitott az emberekre és az összecsapásokban több ezren sérültek vagy haltak meg. Világszerte brutális képeket közölt a média, amelynek kapcsán az országok vezetői mind elítélték a katonai junta cselekedetét és több nemzet gazdasági szankciókat vezetett be Burmával szemben.
2008 novemberében egy U Gambira nevű szerzetest 68 év börtönre ítéltek (amelyből legalább 12 év kemény fizikai munka). 2009. év elején az ítéletet enyhítették 63 évre.